# Ficus microsyce
Ficus microsyce är en mullbärsväxtart som beskrevs av Henry Nicholas Ridley. Ficus microsyce ingår i släktet fikonsläktet, och familjen mullbärsväxter. Inga underarter finns listade i Catalogue of Life.